# Вулиця Південна (Тернопіль)
Вулиця Південна — вулиця в житловому масиві «Дружба» міста Тернополя.

## Відомості
Розпочинається від вулиці Загребельної, перетинається з вулицею Грабовського, пролягає на захід до вулиці Волинської, де і закінчується. Довжина вулиці — 340 м. На вулиці розташовані приватні будинки.